# Beatrice di Monferrato
Beatrice di Monferrato (1210 circa – 1274) fu delfina consorte del Viennois e contessa consorte di Albon, contessa consorte di Embrun, di Gap, di Grenoble, di Oisans e di Briançon, dal 1228 al 1237, poi delfina reggente del Viennois e contessa reggente di Albon, dal 1237 al 1243.

## Origine
Beatrice, secondo il De Allobrogibus libri novem, era figlia del Marchese del Monferrato, Guglielmo VI (1173 – 1225) e di Berta di Clavesana(1180 – 1224) che secondo il Regesto dei Marchesi di Saluzzo era figlia di Bonifacio Marchese di Clavesana, citato come suocero di Guglielmo; Beatrice era sorella di Bonifacio II del Monferrato.
Guglielmo VI del Monferrato, secondo il documento n° 104 del Monumenta Aquensia, Volume 1 era l'unico figlio del Marchese del Monferrato, Bonifacio I degli Aleramici e della moglie, Elena di Bosco, che secondo la Chronica Jacobi de Aquis (non consultata), era la figliola del Marchese del Bosco.

## Biografia
Beatrice di Monferrato sposò il 21 novembre 1219 (quando non aveva ancora dieci anni) Andrea Ghigo (1184 – 1237), erede del delfinato del Viennois e della contea d'Albon, che,, sia secondo il De Allobrogibus libri novem, che secondo la Chronica Albrici Monachi Trium Fontium, era l'unico figlio maschio del duca di Borgogna, Ugo III (1148 – 1192) e della delfina del Viennois e contessa di Albon, contessa di Grenoble, di Oisans, e di Briançon Beatrice d'Albon (1161 – 1228), che, ancora secondo la Chronica Albrici Monachi Trium Fontium, era figlia di Ghigo V d'Albon, delfino del Viennois e della moglie, Beatrice, che secondo Nicolas Chorier, nel suo Histoire de Dauphiné era Beatrice del Monferrato, che secondo la Ex vita Margaritæ Albonensis comitissæ, era figlia del marchese del Monferrato, Guglielmo V, ed era consanguinea dell'imperatore, Federico Barbarossa; infatti era figlia di Giuditta di Babenberg (1110/1120 – 1168), figlia di Leopoldo III duca di Babenberg e Austria (San Leopoldo di Babenberg) e di Agnese di Waiblingen (quindi Giuditta era la sorellastra di Corrado III di Svevia e Federico II di Svevia, il padre del Barbarossa).
Nel 1228, era morta la suocera di Beatrice, la madre del marito, Andrea/Ghigo, Beatrice d'Albon, che prima di morire aveva lasciato un testamento in cui disponeva che tutti i suoi titoli andassero al suo figlio maschio, Andrea Ghigo, per cui Beatrice divenne delfina consorte.
Nel 1236, suo marito, Andrea Ghigo (Dom. Andreas Dalphinus Viennensis et Albonis comitis) fece testamento, disponendo che gli sarebbe succeduto il figlio maschio Ghigo (Guigonem filium suum), sotto tutela della madre, Beatrice di Monferrato (Beatricem uxorem suam comitissam matris eiusdem Guigonis); menzionò anche la figlia di primo letto, Beatrice (Beatrici filiæ suæ uxori comitis Montis-fortis).
Suo marito, Andrea Ghigo, secondo il De Allobrogibus libri novem, morì il pomeriggio del 14 marzo 1237 (tertius idus Martias post meridiem), e, sotto la tutela di Beatrice, gli succedette il figlio, Ghigo.
Beatrice tenne la reggenza sino alla maggiore età del figlio.
Secondo alcuni cronisti, Beatrice dopo essere rimasta vedova si sposò in seconde nozze con Guido II, Signore di Bâgé, ma secondo la Histoire généalogique de la royale maison de Savoie è una errata interpretazione di un documento dove Beatrice viene citata, come Delfina (Beatrix de Montferrat veuve du Daufin André).
Beatrice morì nel 1256.

## Figli
Beatrice ad Andrea Ghigo diede due figli:
- Ghigo (1225 – 1269), che gli successe come delfino del Viennois e conte di Albon, conte di Grenoble, di Oisans, di Briançon, di Embrun e di Gap, con il nome di Ghigo VII[1];
- Giovanni (1227 – 1239).

## Ascendenza
|                             |                 |                       | Genitori                  |  |  | Nonni |  |  | Bisnonni                   |  |  | Trisnonni                |  |
|                             |                 |                       |                           |  |  |       |  |  | Guglielmo V del Monferrato |  |  | Ranieri I del Monferrato |  |
|                             |                 |                       |                           |  |  |       |  |  | Guglielmo V del Monferrato |  |  | Ranieri I del Monferrato |  |
|                             |                 | Gisella di Borgogna   |                           |  |  |       |  |  | Guglielmo V del Monferrato |  |  |                          |  |
| Bonifacio I del Monferrato  |                 |                       |                           |  |  |       |  |  | Guglielmo V del Monferrato |  |  |                          |  |
|                             |                 | Giuditta di Babenberg | Leopoldo III di Babenberg |  |  |       |  |  |                            |  |  |                          |  |
|                             |                 | Giuditta di Babenberg | Leopoldo III di Babenberg |  |  |       |  |  |                            |  |  |                          |  |
|                             |                 | Giuditta di Babenberg | Agnese di Waiblingen      |  |  |       |  |  |                            |  |  |                          |  |
| Guglielmo VI del Monferrato |                 | Giuditta di Babenberg |                           |  |  |       |  |  |                            |  |  |                          |  |
|                             |                 | Anselmo IV del Bosco  | Ugo II del Bosco          |  |  |       |  |  |                            |  |  |                          |  |
|                             |                 | Anselmo IV del Bosco  | Ugo II del Bosco          |  |  |       |  |  |                            |  |  |                          |  |
|                             |                 | Anselmo IV del Bosco  | Agnese                    |  |  |       |  |  |                            |  |  |                          |  |
| Elena del Bosco             |                 | Anselmo IV del Bosco  |                           |  |  |       |  |  |                            |  |  |                          |  |
|                             |                 | Adelasia              | conte Ubaldo              |  |  |       |  |  |                            |  |  |                          |  |
|                             |                 | Adelasia              | conte Ubaldo              |  |  |       |  |  |                            |  |  |                          |  |
|                             |                 | Adelasia              | …                         |  |  |       |  |  |                            |  |  |                          |  |
| Beatrice del Monferrato     |                 | Adelasia              |                           |  |  |       |  |  |                            |  |  |                          |  |
|                             | Anselmo di Ceva | Bonifacio del Vasto   |                           |  |  |       |  |  |                            |  |  |                          |  |
|                             | Anselmo di Ceva | Bonifacio del Vasto   |                           |  |  |       |  |  |                            |  |  |                          |  |
|                             | Anselmo di Ceva | Agnese di Vermandois  |                           |  |  |       |  |  |                            |  |  |                          |  |
| Bonifacio di Clavesana      | Anselmo di Ceva |                       |                           |  |  |       |  |  |                            |  |  |                          |  |
|                             |                 | …                     | …                         |  |  |       |  |  |                            |  |  |                          |  |
|                             |                 | …                     | …                         |  |  |       |  |  |                            |  |  |                          |  |
|                             |                 | …                     | …                         |  |  |       |  |  |                            |  |  |                          |  |
| Berta di Clevesana          |                 | …                     |                           |  |  |       |  |  |                            |  |  |                          |  |
|                             |                 | …                     | …                         |  |  |       |  |  |                            |  |  |                          |  |
|                             |                 | …                     | …                         |  |  |       |  |  |                            |  |  |                          |  |
|                             |                 | …                     | …                         |  |  |       |  |  |                            |  |  |                          |  |
| …                           |                 | …                     |                           |  |  |       |  |  |                            |  |  |                          |  |
|                             |                 | …                     | …                         |  |  |       |  |  |                            |  |  |                          |  |
|                             |                 | …                     | …                         |  |  |       |  |  |                            |  |  |                          |  |
|                             |                 | …                     | …                         |  |  |       |  |  |                            |  |  |                          |  |
|                             |                 | …                     |                           |  |  |       |  |  |                            |  |  |                          |  |

### Fonti primarie
- (LA)  De Allobrogibus libri novem.
- (LA)  Regesto dei Marchesi di Saluzzo.
- (LA)  Monumenta Germaniae Historica, Scriptores, tomus XXIII.
- (LA)  Recueil des historiens des Gaules et de la France. Tome 14.
- (LA)  Monumenta Aquensia, Volume 1.
- (FR)  Histoire généalogique de la royale maison de Savoie.
- (FR)  Histoire de Dauphiné et des princes, tome II.
- (LA, FR)  Histoire de Dauphiné et des princes, tome I.

### Letteratura storiografica
- (FR)  Histoire generale de Dauphiné. Par Nicolas Chorier, Pag 858